# Joan Puigcercós
Joan Puigcercós i Boixassa [ʒuˈan ˌputʃsərˈkos i buiˈʃasə] (Ripoll, Gerona, 2 de diciembre de 1966) es un empresario y político español, de ideología socialdemócrata e independentista catalana. Pertenece al partido Esquerra Republicana de Catalunya y entre 2008 y 2011 fue presidente de dicho partido.

## Biografía
Cursó estudios de Filosofía y Letras y de Ciencias Políticas en la Universidad Autónoma de Barcelona. Militante de Independentistes dels Països Catalans (IPC) entre 1983 y 1985 y de la Crida a la Solidaritat en Defensa de la Llengua entre 1985 y 1987, fue miembro de la Asamblea de Estudiantes Independentistas de la universidad desde 1984 hasta 1989. En esa fecha ingresó en Esquerra Republicana de Catalunya.
Es miembro de la Ejecutiva Nacional de ERC desde entonces. Entre 1987 y 1994 fue secretario general de las Joventuts d'Esquerra Republicana de Catalunya (JERC) y Presidente de la Federación Regional de Gerona de ERC entre 1993 y 1996. 
Vicesecretario general de ERC entre 1996 y 2001, fue elegido secretario general en el 24º Congreso Nacional, celebrado en Lérida los días 3 y 4 de julio de 2004. 
Fue concejal por ERC del ayuntamiento de Ripoll, su pueblo natal, entre 1987 y 1991 y diputado del Parlamento de Cataluña entre 1992 y 2000. En las Elecciones Generales de 2000 fue elegido diputado por Barcelona, siendo reelegido en 2004, siendo portavoz del Grupo Parlamentario de Esquerra Republicana en el Congreso de los Diputados. Renunció a su escaño en el Congreso de los Diputados el 16 de noviembre de 2006 para tomar posesión al día siguiente de su escaño en el Parlamento catalán. Era consejero de Gobernación y Administraciones Públicas de la Generalidad de Cataluña, pero el 10 de marzo de 2008 renunció al cargo debido a los malos resultados electorales de su formación, para dedicarse exclusivamente a su partido y reconducir la situación de ERC. 
Tras su XXV Congreso del 7 de junio de 2008, Joan Puigcercós fue elegido presidente de Esquerra con el 37,22 % de los votos (los otros candidatos, Joan Carretero, Ernest Benach y Jaume Renyer obtuvieron el 27,56 %, el 26,68 % y el 8,10 % de los votos, respectivamente) y Joan Ridao en secretario general con el 37,52 % de los votos (Rafel Niubó, Rut Carandell y Uriel Bertran, obtuvieron el 23,79 %, 19,70 % y 18,42 % de los votos, respectivamente). Posteriormente se presentó como presidenciable de su partido a la Generalidad de Cataluña, en las elecciones de noviembre del 2010, consiguiendo un resultado de 10 diputados perdiendo la mitad de escaños debido al voto de castigo de parte del electorado por los pactos con los socialistas y por la fragmentación del voto independentista en diversas opciones electorales. Pasados unos días presentó la dimisión y convocó un congreso extraordinario, que se celebró en Gerona. Allí se escogió como nuevo presidente al eurodiputado Oriol Junqueras.
Tras facilitar el relevo hacia Oriol Junqueras y mantenerse como militante de base de ERC, Puigcercós inició su actividad en el sector privado en el sector de la exportación alimentaria. Además ejerce de director ejecutivo de ENTI adscrita a la Universidad de Barcelona, escuela universitaria de nuevas tecnologías aplicadas al videojuego. Es socio de Foreignsrest, empresa dedicada a la consultoría en turismo y especialmente en restauración y asumió la presidencial del Consejo Asesor de Aïgues de Catalunya.
En 2013 - 2014 realizó varias colaboraciones de opinión en el Huffington Post.
En 2022 se anunció que estaba negociando junto al empresario Jordi Roche con el fondo de inversión Magnum Catial Partners liderado por el exbanquero Ángel Corcóstegui la formación de un grupo de centros de enseñanza superior.